# Márta Grabócz
Márta Grabócz, née le 10 octobre 1952 à Budapest (Hongrie), est une musicologue franco-hongroise, professeure à l'université de Strasbourg et membre honoraire de l’Institut universitaire de France.

## Biographie
Márta Grabocz est la fille du compositeur hongrois Grabócz Miklós (hu) (1927-1974). Elle obtient son diplôme de musicologie à l’Académie de musique Franz-Liszt à Budapest en 1979.

### Carrière universitaire en Hongrie
Márta Grabócz a fait ses études musicologiques à l’Académie F. Liszt de Budapest. Elle est chercheuse au département de l’Esthétique et de la musique du XXe siècle de l'Académie hongroise des sciences à Budapest de 1977 jusqu'en 1990. 
Entre 1986 et 1989, elle est responsable (avec János Maróthy) de la création du premier studio de musique informatique en Hongrie. Ce studio fut destiné à la création, la recherche et la pédagogie ; après 1990 son équipement fut transféré à l’Académie de Musique Ferenc Liszt de Budapest. 
Márta Grabócz est actuellement membre du Conseil consultatif externe de l'Institut de recherche en sciences humaines de l'Académie hongroise des sciences et membre du Groupe de Travail de Sémiotique à la même Académie depuis 2019.

### Carrière universitaire en France
En 1985, elle soutient sa thèse de doctorat (spécialité « esthétique et sciences de l’art ») à Paris I, sous la direction de Michel Guiomar intitulée Influence du programme sur l’évolution des formes instrumentales. Morphologie des œuvres pour piano de F. Liszt.
Nommée à l'université Strasbourg II en 1991 (et enseignante en sémiotique musicale à l'université Paris-VIII en 1992-1995), puis nommée professeur à Strasbourg en 1995, elle a créé et dirigé entre 1997-2001 à Strasbourg la Jeune équipe « Méthodes nouvelles en musicologie » (JE 2114) et a dirigé l’équipe de recherche en arts "Approches contemporaines de la création et de la réflexion artistiques" (ACCRA, EA 3402) de l'université de Strasbourg entre 2002-2010. 
Entretemps elle soutient son diplôme d’Habilitation en 1993 à l'Université Panthéon-Sorbonne (elle est chercheuse associée à l'IDEAT, Unité mixte de recherche, CNRS-université Panthéon-Sorbonne (2002-2009).
Depuis 2011, elle est responsable de l’axe de recherche « Signification, sémiotique et narratologie musicales » du Labex GREAM (désormais ITI CREAA) à l’université de Strasbourg.
Elle a été membre de l'Institut Universitaire de France de 2009 à 2014, puis membre senior de 2015 à 2020.   
Elle est également auteure sur l'Encyclopædia Universalis (cf entrée sur Franz Liszt).
Elle est directrice de la collection « Music Studies » aux Editions des Archives Contemporaines (Paris, Londres).

## Distinctions
- 2010 : Prix Szabolcsi des musicologues, attribué par le Ministère de la Culture en Hongrie.
- 2011 : Grade de chevalier dans l’Ordre des Palmes académiques (Ministère de l’Enseignement Supérieur et de la Recherche, France)[10].
- 2017 : Chevalier de la Légion d'honneur[11].

## Travaux scientifiques
Márta Grabócz a publié plusieurs ouvrages individuels et collectifs dans les domaines de la signification musicale, de la sémiotique musicale, de la narratologie musicale et de la musique contemporaine,,. Ses travaux sur la musique portent les nouvelles méthodes en musicologie focalisées sur l’analyse de l’expression à l’aide des apports des sciences humaines (sémiotique narrative littéraire, etc.) et sur les œuvres de compositeurs des XIXe, XXe et XXIe siècles (Franz Liszt, Béla Bartók, György Kurtág, Péter Eötvös, François-Bernard Mâche, Kaija Saariaho, Philippe Manoury, Pascal Dusapin, Jean-Claude Risset, etc.).
Jusqu'en 2021, elle avait publié 168 articles (chapitres d’ouvrages collectifs, d’actes de colloques internationaux ou articles dans des revues nationales et internationales en différentes langues – français, hongrois, anglais, allemand, espagnol) – ; a participé à 55 congrès et colloques internationaux (dont 14 "key-note lectures") et à de nombreux autres colloques nationaux ou séminaires scientifiques. Elle a organisé (ou co-organisé) 16 congrès internationaux (dont 5 sessions dans les cadres de congrès) et 24 autres rencontres ou conférences, journées d’études.

## Publications (sélection)

### Ouvrages en tant qu’auteur
- Morphologie des œuvres pour piano de F. Liszt. Influence du programme sur l’évolution des formes instrumentales, MTA Zenetudományi Intézet [Institut de Musicologie de l’Académie des Sciences de Hongrie], Budapest, Hongrie, 1986. 2e édition complétée : Ed. Kimé, 1996, 214 pages. (Édition complétée, avec une préface par Charles Rosen, introduction et index)[14].
- Zene és narrativitàs [Musique et narrativité], Editions Jelenkor, 2004, 250 pages.
- Musique, narrativité, signification, L’Harmattan, 2009, 380 pages (avec une préface par Charles Rosen).  (ISBN 9782296093874)
- Entre naturalisme sonore et synthèse en temps réel. Images et expression dans la musique contemporaine, EAC, 2013, 285 pages. (ISBN 978-2-8130-0122-1) (BNF 43734604)

### Ouvrages en tant que directrice de publication
- Les Modèles dans l’art. Musique, peinture, cinéma, Presses Universitaires de Strasbourg, 1997, 228 pages.
- Méthodes nouvelles, musiques nouvelles. Musicologie et création, Presses Universitaires de Strasbourg, 1999, 320 pages.
- Sens et signification en musique, Hermann, 2007, 300 pages.
- Gestes, fragments, timbres. La musique de György Kurtág, codirection avec Jean-Paul Olive, L’Harmattan, 2009.
- Les Opéras de Peter Eötvös entre Orient et Occident, EAC, 2012.
- Des temporalités multiples aux bruissements du silence. Daniel Charles in memoriam, codirection avec G. Mathon, Hermann, 2013, 447 pages avec CD.
- Tanulmànykötet Ujfalussy József emlékére, [Festschrift à la mémoire de József Ujfalussy], codirection avec Melinda Berlász, L’Harmattan Budapest, 2014, 570 pages.
- Les grands topoï du XIXe siècle et la musique de F. Liszt, Hermann, 2018, 430 pages. (ISBN 9782705693541) (BNF 45499872)[15],[16].
- François-Bernard Mâche : Le compositeur et le savant face à l’univers sonore, codirection avec Geneviève Mathon, 2018, Hermann, 430 pages avec DVD.
- Modèles naturels et scénarios imaginaires dans les œuvres de P. Eötvös, F.-B. Mâche et J.-C. Risset, actes des journées du colloque au CDMC, 2020, 250 pages.  (ISBN 9791037003225)
- György Kurtág. Les Œuvres et leurs interprétations. Textes réunis et édités par Márta Grabócz, Álvaro Oviedo, Jean-Paul Olive, Paris, Hermann 2021, 182 pages.  (ISBN 9791037006264)
- Narratologie musicale. Topiques, théories, et stratégies analytiques, Hermann-GREAM, 2021, 568 pages.  (ISBN 9791037006370)

### Ouvrages en tant que directrice de collection
Márta Grabócz a initié et dirige une collection d’écrits de compositeurs et de musicologues contemporains.
- François-Bernard Mâche : Cent opus et leurs échos, L’Harmattan, Paris, 2012, 322 pages.
- Jean-Claude Risset : Composer le son. Repères d’une exploration du monde sonore numérique, Écrits, Volume 1, Paris, Hermann, 2014, 442 pages.
- Jean-Claude Risset, Écrits, Volume 2, Le numérique, un nouvel artisanat pour la création musicale / The Craft of Musical Creation in the Digital Era. Tools and Musical Works, Hermann–GREAM, 2018, 534 pages.
- François-Bernard Mâche : Le Sonore et l’universel. Écrits au tournant du XXIe siècle, EAC, Paris, 2018.
- Constantin Floros : L'Homme, l'amour et la musique, Paris, Editions des Archives Contemporaines, 2018, 220 pages.
- Jean-Claude Risset : Écrits, Volume 3, Timbre, perception, virtualité. Le compositeur face à la recherche / Timbre, Perception, Virtuality. A Composer’s Approach to Research,  Hermann–GREAM, 2020, 570 pages.

### Direction de numéros de revues
- New Musicology. Critical perspectives, Filigrane, no 11, Sampzon, Delatour France, 2010 (Codirection avec Makis Solomos) [42256241 : Notice bibliographique liée dans le catalogue BnF]
- Analyse Musicale, No 65, numéro spécial 200e anniversaire de F. Liszt, septembre 2011 (codirection avec Laurence Le Diagon).